# جيفاني فالي بيانا
جيفاني فالي بيانا، (بالإنجليزية: Giffoni Valle Piana)‏، هي بلدة و(بلدية) في مقاطعة ساليرنو، في منطقة كامبانيا، بجنوب غرب إيطاليا.

## السكان
في سنة 1861 بلغ عدد السكان 6٬378 نسمة، وتطور العدد ليصل في سنة 2011 لـ 12٬024 نسمة.
يظهر هذا المخطط البياني تطور النمو السكاني لـ جيفاني فالي بيانا